# Враский, Степан Борисович
Степан Борисович Враский (25 декабря 1844 [6 января 1845], Санкт-Петербург — 1922, Санкт-Петербург) — русский государственный деятель, сенатор. Действительный тайный советник.

## Биография
Сын литератора и издателя Бориса Алексеевича Враского (1795—1880) и Зинаиды Степановны Ланской (1811—1866); родился в Санкт-Петербурге 25 декабря 1844 (6 января 1845) года.
В 1866 году окончил юридический факультет Санкт-Петербургского университета (1866). В службу вступил 16 февраля 1868 года. Служил прокурором. С 1 января 1887 года — действительный статский советник. С 1892 года — председатель Тифлисской судебной палаты. С 1 января 1894 года — тайный советник. Был председателем Киевского окружного суда, членом Верховного уголовного суда.
С 1 января 1898 года был назначен сенатором, присутствующим в Первом департаменте Правительствующего сената. Был членом Особого Присутствия при Госсовете для предварительного рассмотрения всеподданнейших жалоб на постановления департаментов Сената; 1 января 1910 года был произведён в действительные тайные советники.
По воспоминаниям сенатора Э. Н. Берендтса 5 марта 1917 Враский председательствовал на собрании членов 1-го департамента Сената, в присутствии нового генерального прокурора А. Ф. Керенского, утвердившего указы об отречении Николая II и отказе от престола великого князя Михаила Александровича, затем на заседании 9 марта зачитал формулу присяги, принесённой Временным правительством.
В Тверской губернии имел 1800 десятин родовой земли.
По воспоминанию его внука, также Степана Борисовича Враского, приведенному в мемуарах Михаила Ардова:

Их семья жила в Манежном переулке, неподалеку от Преображенского всей Гвардии собора. Я запомнил такой рассказ Враского. В 1918 году он и его дед заболели тифом и лежали в одной из комнат своей квартиры. Однажды ночью к ним явились чекисты с целью арестовать бывшего сенатора. Незваные гости вошли в комнату, и один из них громко вопросил:

— Кто здесь Степан Борисович Враский?

— Я, — одновременно произнесли и дед и внук, поднимаясь со своих постелей. Чекисты поглядели на измученных болезнью немощного старца и четырнадцатилетнего отрока и молча удалились.— Ардов М. Вокруг Ордынки
Скончался в Петрограде в 1922 году, похоронен на кладбище Новодевичьего монастыря.

## Награды
- Орден Святого Станислава 2-й ст. (1871)
- Орден Святой Анны 2-й ст. (1875)
- Орден Святого Владимира 3-й ст. (1883)
- Орден Святого Станислава 1-й ст. (1890)
- Орден Святой Анны 1-й ст. (1896)
- Орден Святого Владимира 2-й ст. (1901)
- Орден Белого орла (1906)
- Орден Святого Александра Невского (21.02.1913)

Медали:
- Медаль «В память царствования императора Александра III» (1896)
- Знак «В память 200-летия Правительствующего Сената» (1911)
- Медаль «В память 300-летия царствования дома Романовых» (1913)
- Знак в память 50-летия земских учреждений (1914)

Иностранные:
- Прусский орден Святого Иоанна Иерусалимского (1887)
- Бухарский орден Золотой Звезды 1-й ст. (1897)
- Персидский орден Льва и Солнца 1-й ст. (1900)

## Семья
Жена: Мария Васильевна Завойко (20.06.1847—1919), дочь вице-адмирала Василия Степановича Завойко и баронессы Юлианы Егоровны Врангель. Их дети:
- Борис Степанович Враский (1873—1918) — прокурор в Тифлисе, затем в Санкт-Петербурге, автор сочинений по земельному праву. Жена: Екатерина Михайловна Авенариус (31.10.1873—1925), дочь Михаила Петровича Авенариуса, профессора физики и члена-корреспондента Петербургской академии наук, и Варвары Николаевны Терпигоревой
- Ольга Степановна Враская (1877—1912)
- Надежда Степановна Боткина-Враская (1878—1942) — доктор философии, преподаватель ЛГУ, Политехнического института и Педагогического института имени А. И. Герцена. Муж (1914): Сергей Михайлович Боткин (1888—1918), филолог-испанист
- Варвара Степановна Враская-Котляревская (26.11.1885—11.02.1950) — актриса МХАТа и Александринского театра, монахиня, мемуаристка. Муж: Нестор Александрович Котляревский (1863—1925), директор Пушкинского дома